# Budapest Challenger 1989
Il Budapest Challenger 1989 è stato un torneo di tennis facente parte della categoria ATP Challenger Series nell'ambito dell'ATP Challenger Series 1989. Il torneo si è giocato a Budapest in Ungheria dal 28 agosto al 3 settembre 1989 su campi in terra rossa.

## Vincitori

### Singolare
Per Henricsson ha battuto in finale  Branislav Stankovič con il punteggio di 7–5, 2–6, 7–6

### Doppio
Peter Bastiansen /  Per Henricsson hanno battuto in finale  George Cosac /  Florin Segărceanu con il punteggio di 4–6, 6–4, 6–3